# پگاسوس وی
پگاسوس وی (به انگلیسی: Pegasus V) یک کشتی است که طول آن ۷۸٫۶۰ متر (۲۵۷٫۹ فوت) می‌باشد. این کشتی در سال ۲۰۰۳ ساخته شد.